# Steelville
Steelville és una població dels Estats Units a l'estat de Missouri. Segons el cens del 2000 tenia 1.429 habitants.

## Demografia
Segons el cens del 2000, Steelville tenia 1.429 habitants, 616 habitatges, i 349 famílies. La densitat de població era de 212,2 habitants per km².
Dels 616 habitatges en un 25,8% hi vivien nens de menys de 18 anys, en un 41,2% hi vivien parelles casades, en un 13,6% dones solteres, i en un 43,3% no eren unitats familiars. En el 37,3% dels habitatges hi vivien persones soles el 20,8% de les quals corresponia a persones de 65 anys o més que vivien soles. El nombre mitjà de persones vivint en cada habitatge era de 2,18 i el nombre mitjà de persones que vivien en cada família era de 2,88.
Per edats la població es repartia de la següent manera: un 24,4% tenia menys de 18 anys, un 7,9% entre 18 i 24, un 24,6% entre 25 i 44, un 19,4% de 45 a 60 i un 23,7% 65 anys o més.
L'edat mediana era de 39 anys. Per cada 100 dones de 18 o més anys hi havia 68,2 homes.
La renda mediana per habitatge era de 19.596 $ i la renda mediana per família de 26.765 $. Els homes tenien una renda mediana de 23.913 $ mentre que les dones 16.250 $. La renda per capita de la població era de 12.550 $. Entorn del 20,2% de les famílies i el 25,5% de la població estaven per davall del llindar de pobresa.

## Poblacions més properes
El següent diagrama mostra les poblacions més properes.